# 11950 Morellet
11950 Morellet (1993 SG5) là một tiểu hành tinh nằm phía ngoài của vành đai chính được phát hiện ngày 19 tháng 9 năm 1993 bởi E. W. Elst ở Caussols.